# Villányi Szaniszló
Villányi Szaniszló Béla (Tósokberénd, 1847. szeptember 9. – Bakonybél, 1898. július 12.) bencés szerzetes, gimnáziumi tanár, történész, bakonybéli apát.

## Élete
Vancsik Béla egy Veszprém vármegyei tanítói családból származik. Középiskolai tanulmányait Székesfehérváron kezdte, majd Pannonhalmán fejezte be. 1863-ban lépett be a bencés rendbe, ahol a Szaniszló nevet kapta, vezetéknevét 1868-ban magyarosította.
1870. szeptember 29-én szentelték áldozópappá, és a győri bencés gimnáziumban kezdett történelmet tanítani. 1882-től Esztergomban a bencés gimnázium tanára, majd 1884-től esztergomi házfőnök és gimnáziumi igazgató lett. 1894-től haláláig bakonybéli apát. A tagja volt a Magyar Pedagógiai Társulatnak, a Magyar Történelmi Társulat választmányának és a Szent István Társulat irodalmi osztályának.
A pannonhalmi Szent Benedek-rend történetének első három kötetének néhány fejezetet az ő kéziratos hagyatékából adtak ki. A Magyarország vármegyéi és városai sorozat Vasvármegye c. kötetében a dömölki apátság történetéről írt összefoglalást.

## Művei
- Győri adalékok a menhelyek történetéhez. Győr, 1878
- Győr vár és város helyrajza, erődítése, háztelek és lakossági viszonyai a XVI. és XVII. században két ábrával. Győr, 1878
- Győr megye és város anyagi műveltség története, különös tekintettel a szorgalmi néposztály társadalmi helyzetére 1000–1301. Győr, 1881
- Néhány lap Esztergom megye és város múltjából. Esztergom, 1891
- Három évtized (1684–1714) Esztergom megye és város múltjából. Esztergom, 1892